# تيم خيليسن
تيم خيليسن (4 يونيو 1982 بأنسخديه في هولندا - ) هو لاعب كرة قدم هولندي في مركز الوسط. لعب مع غو أهد إيغلز وناك بريدا وهيراكليس ألميلو.

## وصلات خارجية
- تيم خيليسن على موقع إي إس بي إن إف سي (الإنجليزية)
- تيم خيليسن على موقع قاعدة بيانات كرة القدم.إي يو (الإنجليزية)
- تيم خيليسن على موقع Soccerway.com (الإنجليزية)